# Acido tricloroisocianurico
L'acido tricloroisocianurico, anche conosciuto come simclosene, TCCA o TCICA è un composto chimico usato principalmente come agente clorante per l'acqua delle piscine, ma anche come candeggiante e disinfettante.
Questa polvere bianca cristallina, che ha un forte odore di cloro è venduta in pastiglie e granuli per uso domestico e industriale.

## Sintesi
L'acido tricloroisocianurico viene prodotto solitamente per clorurazione diretta dell'acido cianurico, in cui tre atomi di idrogeno vengono rimpiazzati con tre atomi di cloro.
2 C3H3N3O3 + 3 Cl2 → 2 C3Cl3N3O3 + 3 H2